# Iwanowka (sielsowiet wysznierieutczanski)
Iwanowka (ros. Ивановка) – chutor w zachodniej Rosji, w sielsowiecie wysznierieutczanskim rejonu miedwieńskiego w obwodzie kurskim.

## Geografia
Miejscowość położona jest nad Rieutem (lewy dopływ Sejmu), 2 km od centrum administracyjnego sielsowietu (Wierchnij Rieutiec), 7 km na południowy zachód od centrum administracyjnego rejonu (Miedwienka), 38 km na południowy zachód od Kurska, 9 km od drogi magistralnej (federalnego znaczenia) M2 «Krym».
W chutorze znajduje się 45 posesji.
Klimat
Miejscowość, jak i cały rejon, znajduje się w strefie klimatu kontynentalnego z łagodnym ciepłym latem i równomiernie rozłożonymi opadami rocznymi (Dfb w klasyfikacji klimatów Köppena).

## Demografia
W 2010 r. chutor zamieszkiwało 20 osób.